# Château de la Haute-Guerche
Le château de la Haute-Guerche est une forteresse médiévale aujourd’hui en ruines, située sur le territoire de la commune française de Saint-Aubin-de-Luigné, en Maine-et-Loire.

## Historique
S'il est possible que le site fût à l'origine une motte féodale, celui-ci est attesté dès le XIIIe siècle avec la construction d'un bastion carré de 40 mètres de côté. Au XVe siècle, la seigneurie, qui appartenait jusqu’alors à la famille de Savonnière, passe aux seigneurs de la Jumellière ; c’est elle qui bâtit la majorité de la forteresse.
Le château sera incendié par les colonnes infernales en 1793, sur l’ordre du maire de Chalonnes. Quatre années plus tard, il est vendu comme bien national ; il est alors utilisé comme carrière de pierre, et transformé en ferme.
La restauration de sa chapelle lui fera recevoir le premier prix de Chefs-d'œuvre en péril en 1970. Il est inscrit au titre des monuments historiques par arrêté du 18 mai 1971.

## Description
Le site se compose de deux cours : une haute, et une basse. L'ouvrage est de plan pentagonal, et mesure 12 mètres de large pour 18 mètres de profondeur.
Le logis résidentiel se situe dans la haute-cour. Une tour d'escalier permet de rejoindre les étages des deux ailes d'habitation. On y trouve une série de fenêtres orientées vers le Layon avec leurs coussièges, ainsi que des latrines et des cheminées. La haute-cour était défendue par quatre tours, dont deux subsistent.
Les défenses extérieures des courtines étaient battues par une série de canonnières, formant un boulevard d'artillerie, renforcé par une caponnière. Un chemin de ronde permet l'accès à trois échauguettes à but plus ostentatoire que défensif. Celles-ci sont réalisées en brique, contrairement au reste de l'édifice, construit en moellons de schiste.
Les archéologues ont découvert sur le site des fours à usage domestique.

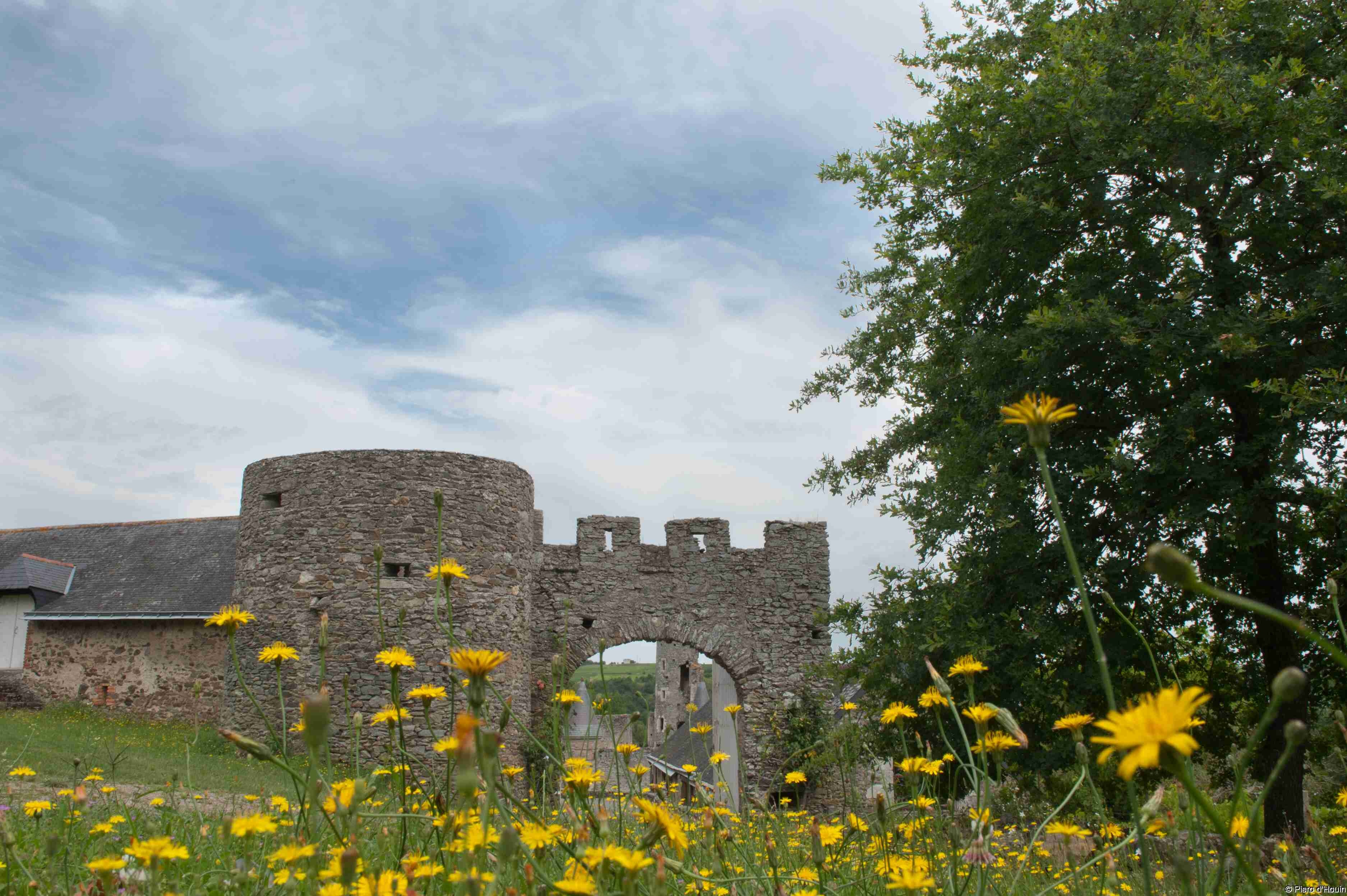
Entrée du château.
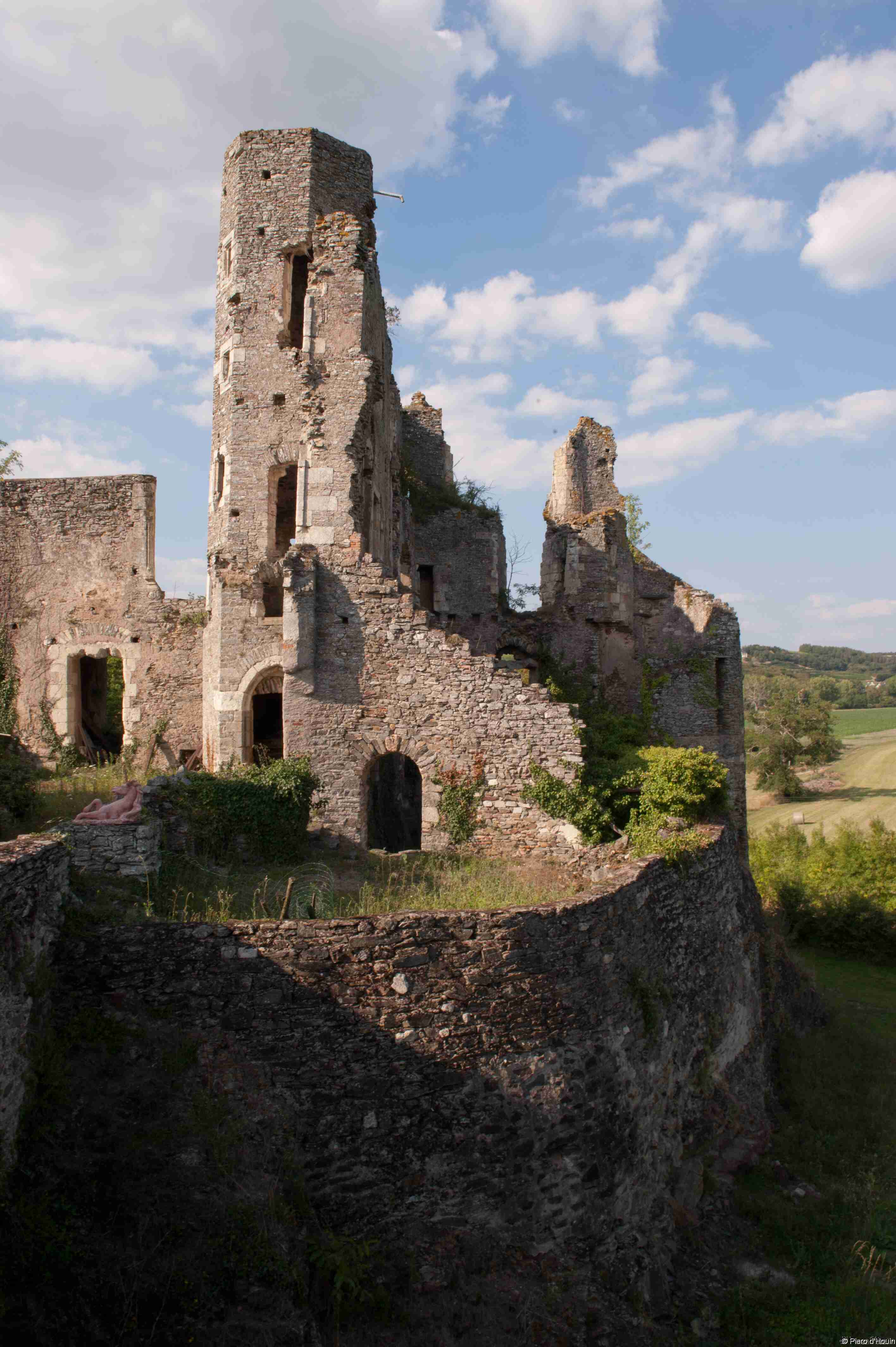
Tour.
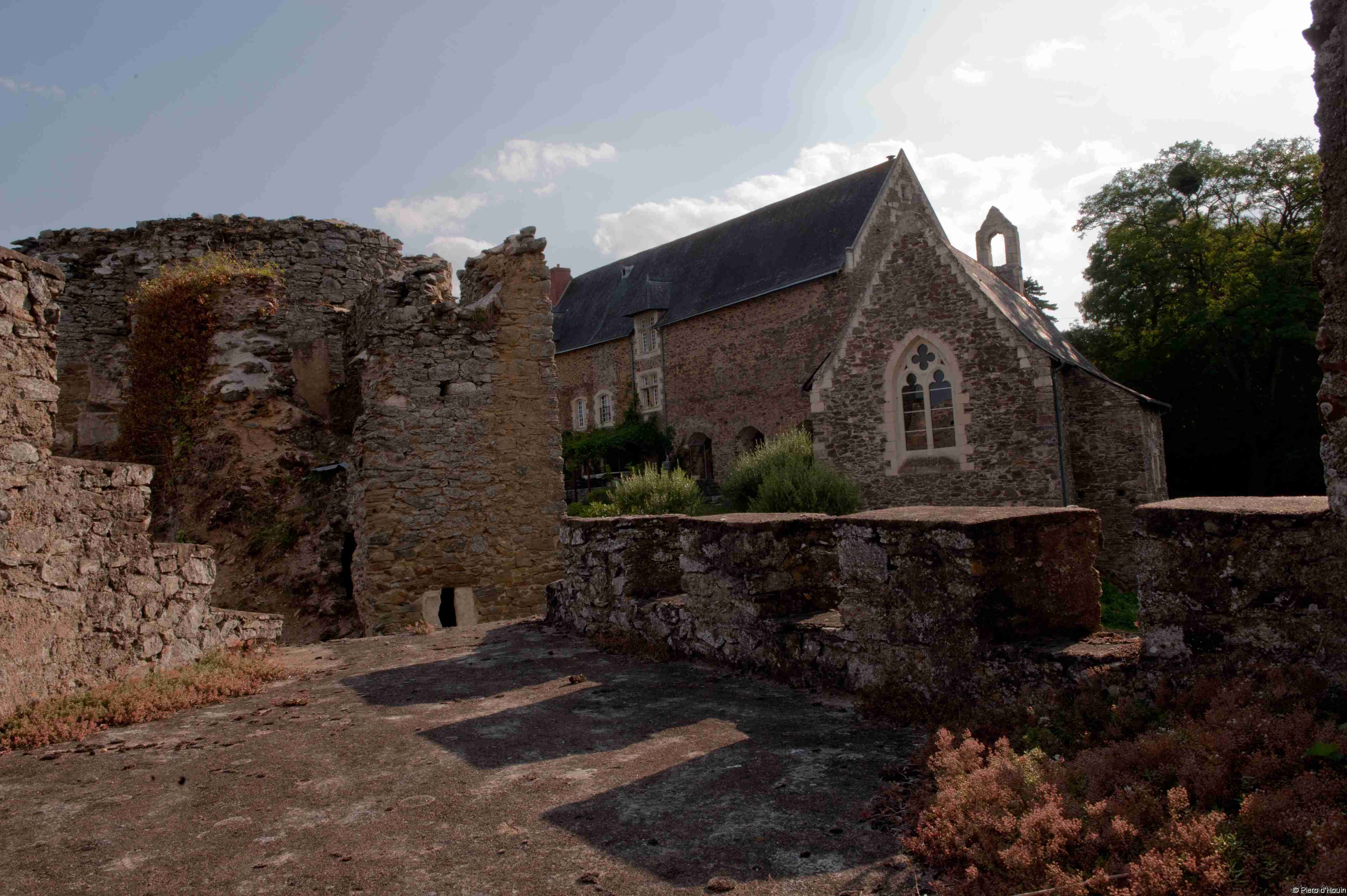
Chapelle.
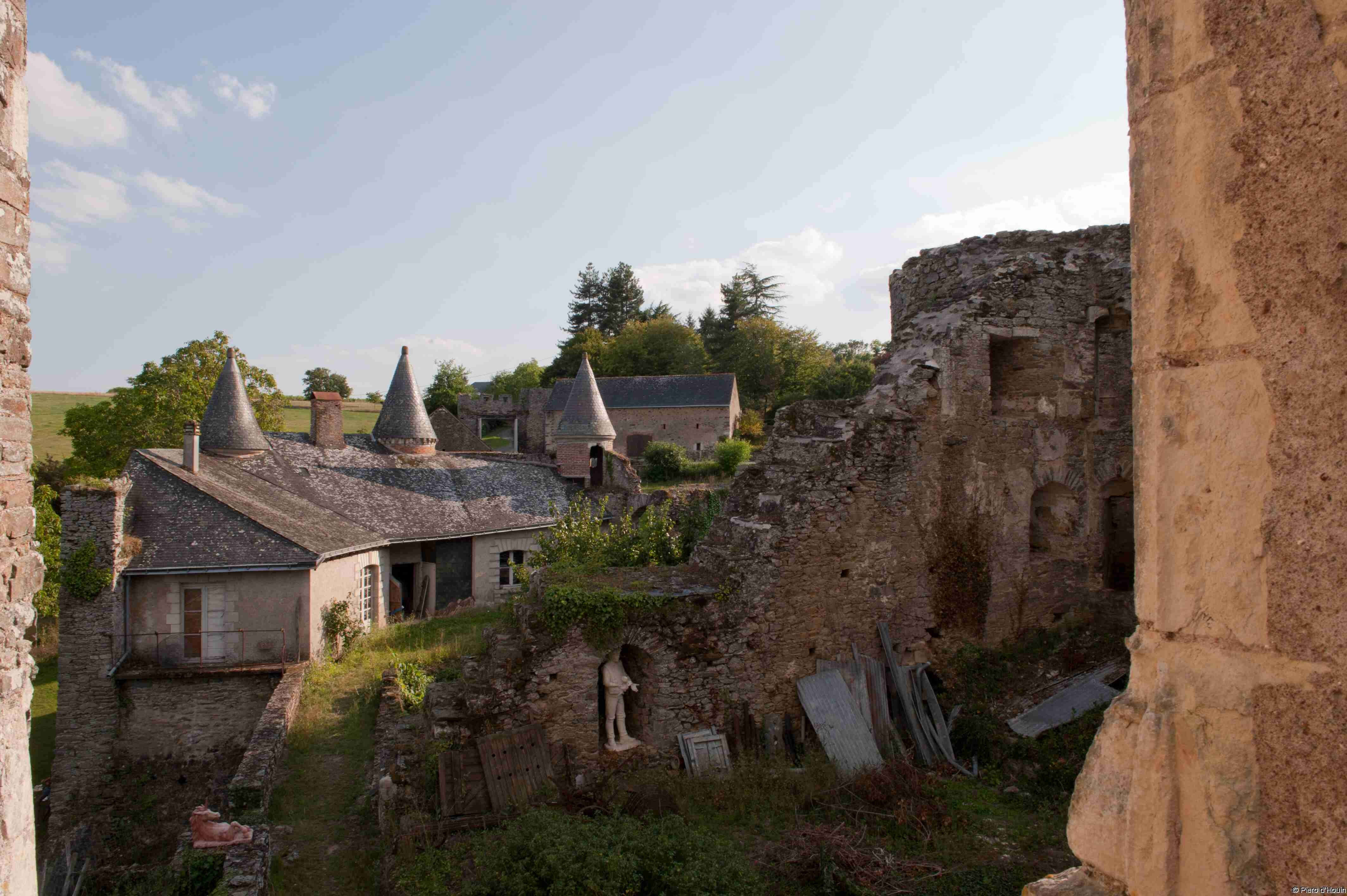
Vue intérieure.